# Ingénieur calcul
En France, un ingénieur calcul aussi appelé  ingénieur calcul de structure ou ingénieur calcul mécanique est un ingénieur spécialisé dans le calcul de structure, domaine assez vaste pouvant aller du génie civil au génie mécanique en passant par la mécanique des fluides.

## Compétences et diplôme
Il est principalement diplômé d'un diplôme d'ingénieur en mécanique ou d'un master de mécanique avec une spécialisation calcul et simulation numérique. Il passe le plus clair de son temps en bureau d'étude à travailler sur un ordinateur. Il a de solides connaissances en résistance des matériaux, mécanique des milieux continus, éléments finis, ainsi que la connaissance de code de calcul. Il possède une forte aptitude à la rédaction de notes de calcul en français ou en anglais. Il est amené à communiquer en interne et parfois auprès de clients afin de mener à bien son travail. 

## Exemples de calculs analytiques

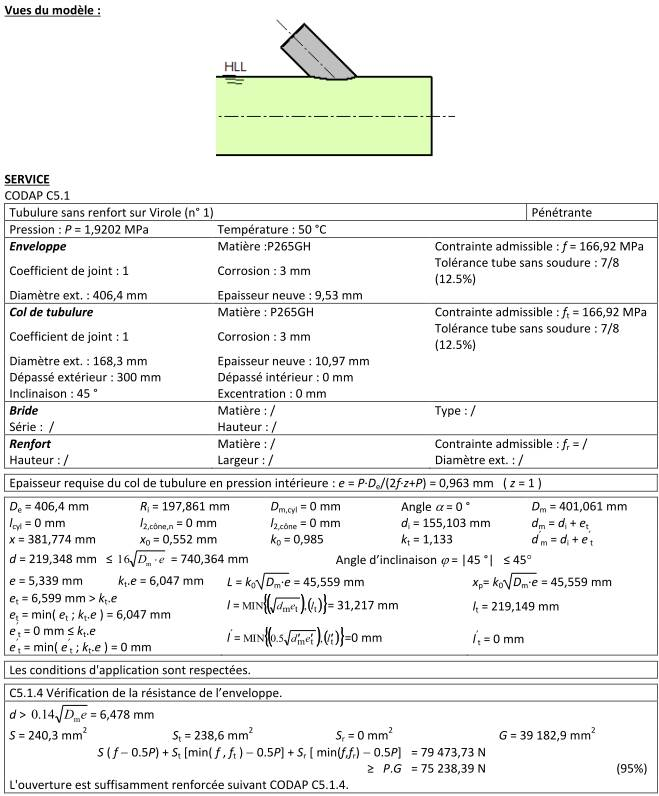
Des formules analytiques sont appliquées conformément au code de calcul afin de vérifier la tenue mécanique de l'ouverture de la tuyauterie sous pression.

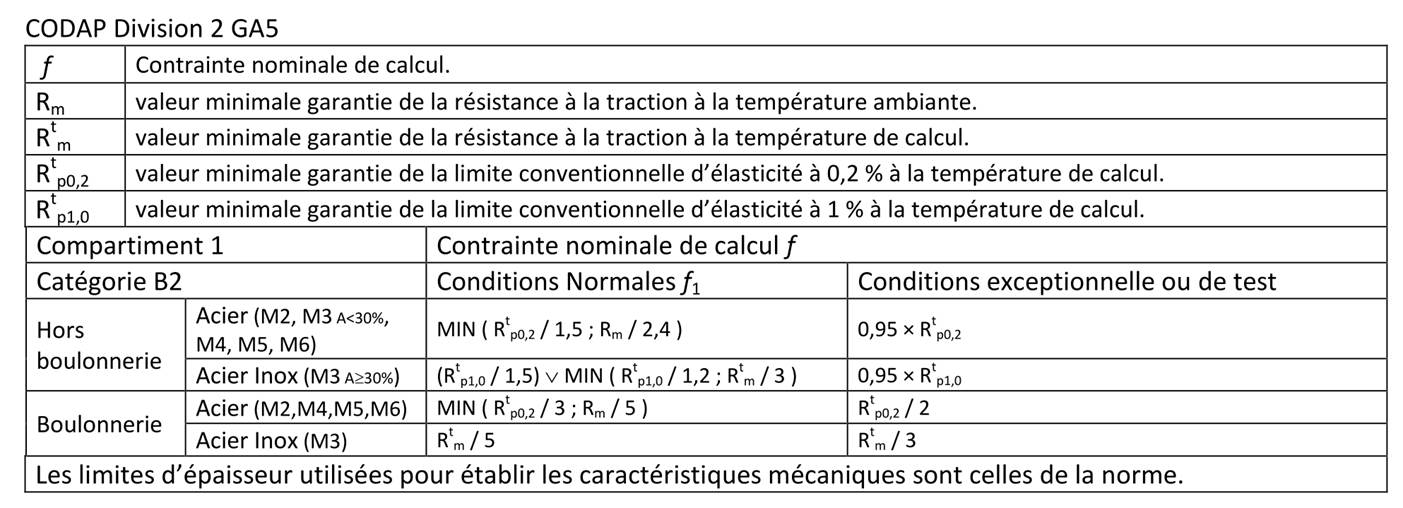
Définition des contraintes nominales de calcul pour des appareils sous pression en acier calculées selon CODAP 2010.

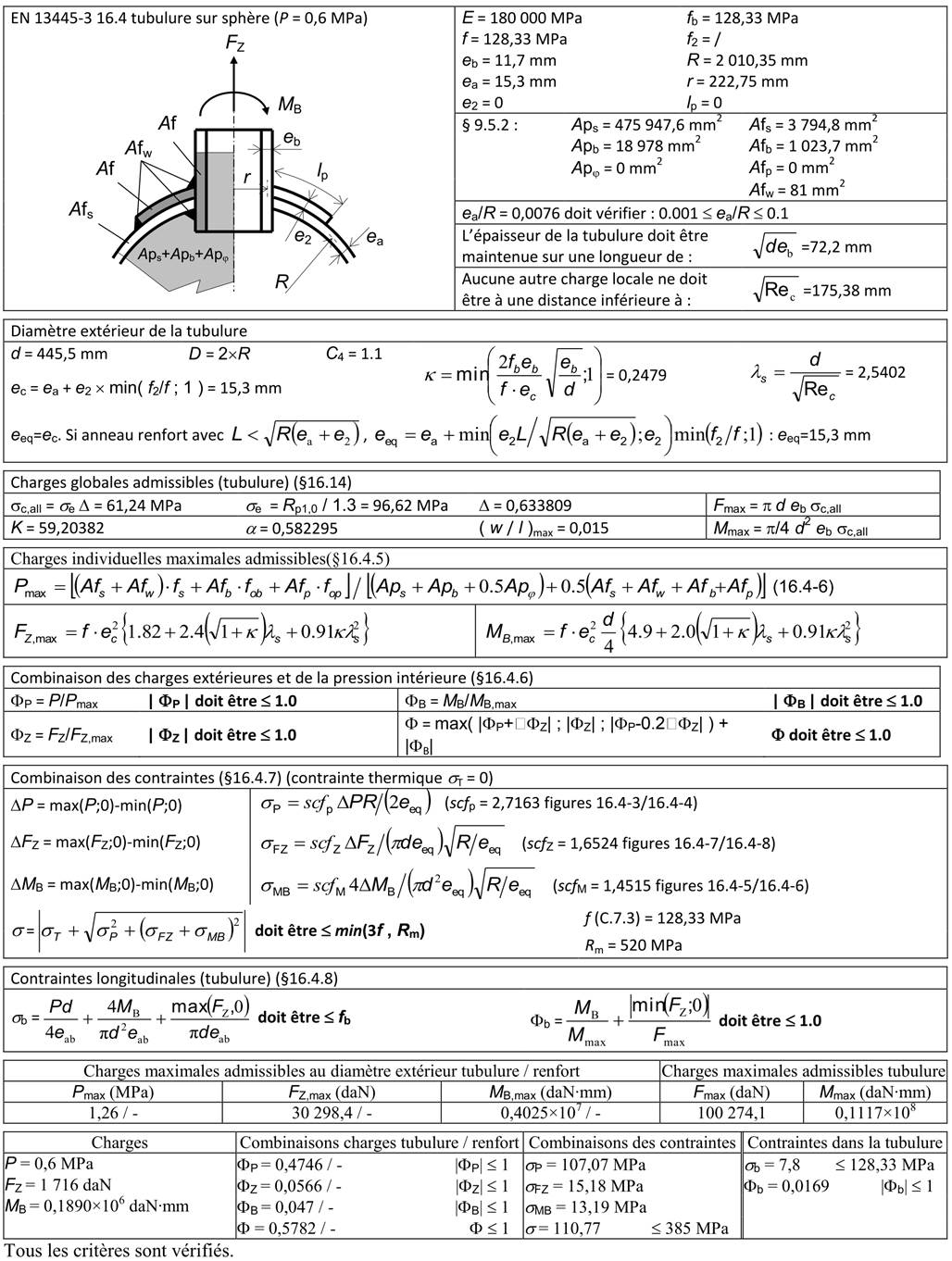

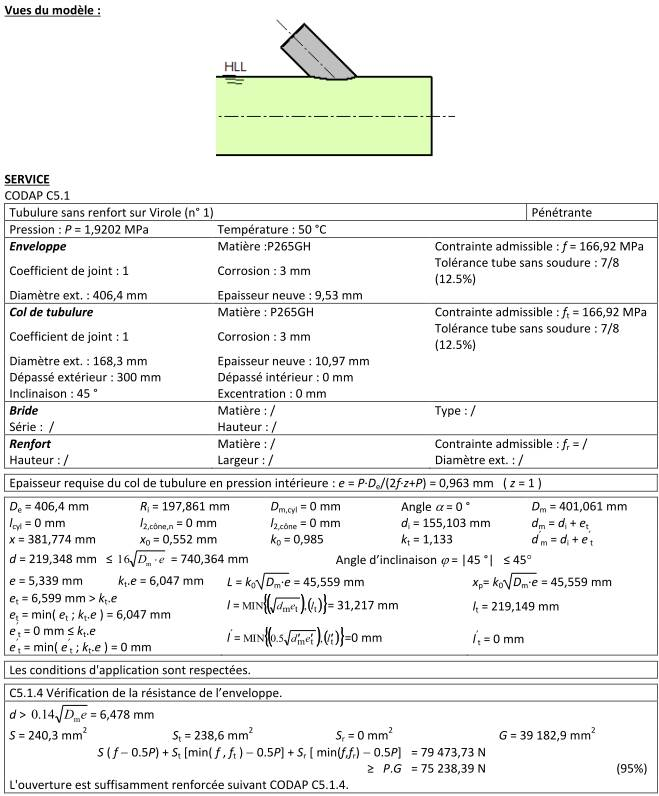
Vérification analytique de la tenue mécanique de l'ouverture d'une tuyauterie sous pression selon le code de calcul CODAP 2010.
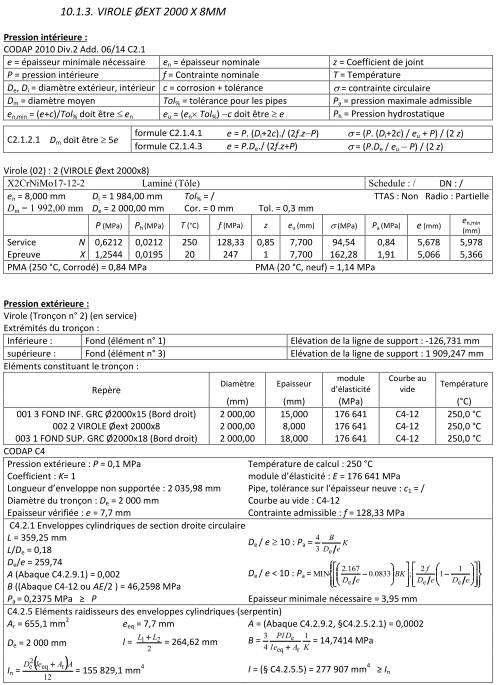
Vérification analytique de la tenue mécanique d'une tuyauterie acier sous pression intérieure ou extérieure selon le code de calcul CODAP 2010.
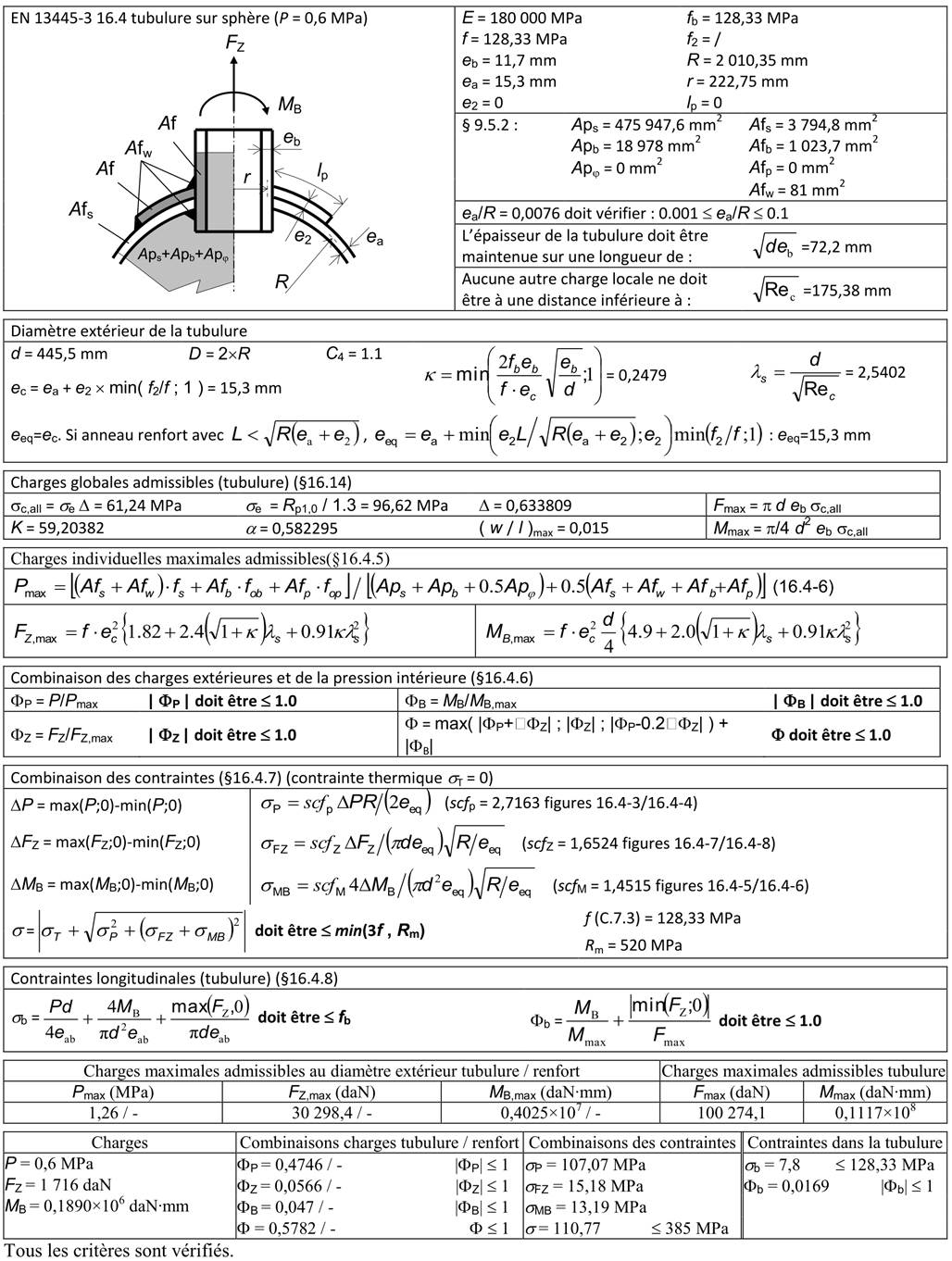
Calcul d'une ouverture sur un fonds bombé avec un torseur extérieur selon NF EN 13445.
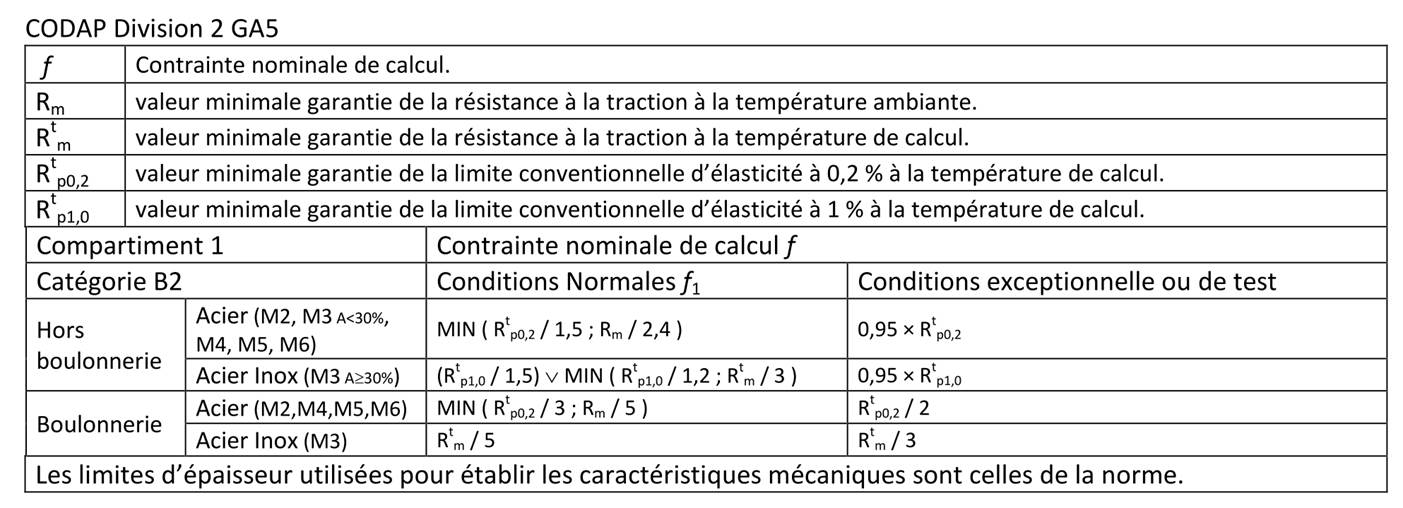
Définition des contraintes nominales de calcul pour des appareils sous pression en acier calculées selon CODAP 2010.
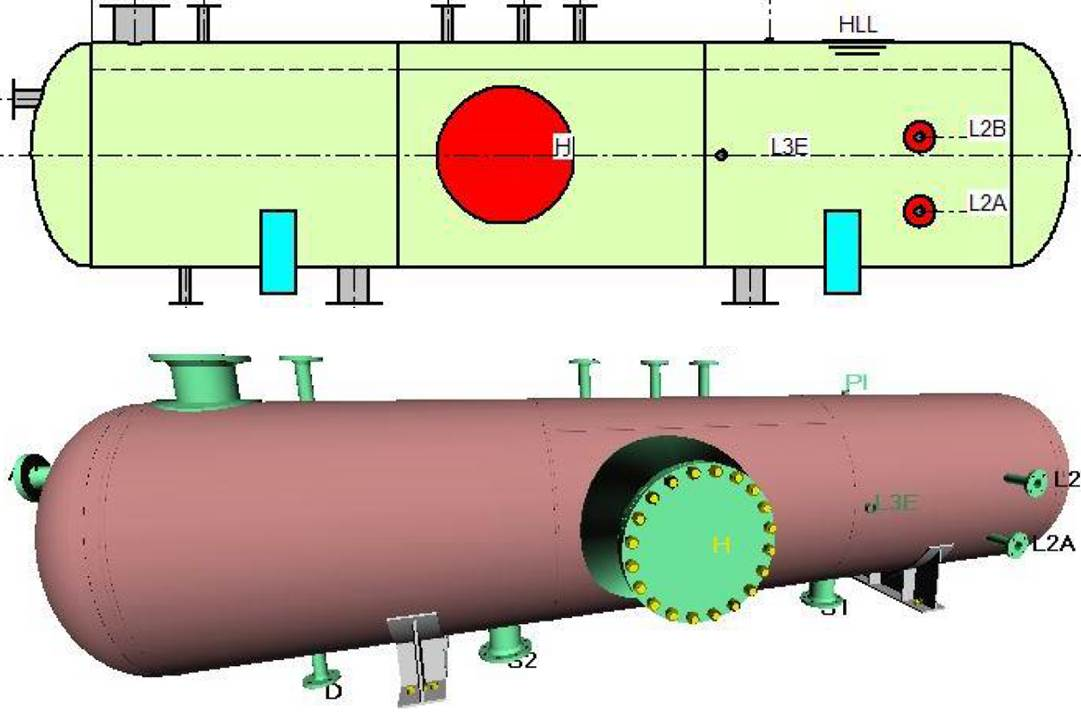
Exemple d'un modèle 3D utilisé pour le dimensionnement d'un appareil sous pression à partir de règles analytiques

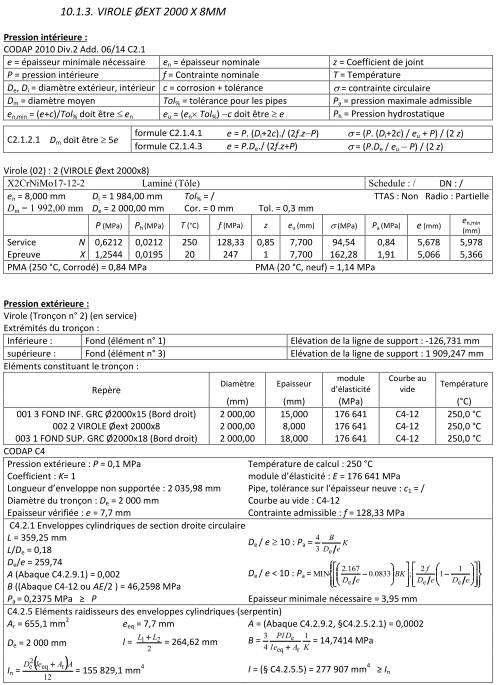

## Rôle au sein de l'entreprise
L'ingénieur calcul intervient habituellement dans l'une des deux structures suivantes : 

### Dans une entreprise possédant un servicerecherche & développement (R&D)
Un ingénieur calcul est là pour calculer et « prédire » le comportement d'un système mécanique. Pour cela il utilise des codes de calcul. Il permet d'évaluer diverses caractéristiques mécaniques telles que la contrainte, la déformation, la déformée... nécessaires aux divers projets. Il travaille en étroite collaboration avec les ingénieurs en conception, qui modélisent des pièces et systèmes sous logiciels de conception tels que CATIA, Solidworks, Unigraphics, AutoCAD...
Une fois les pièces virtuelle récupérées, il met en données le modèle (conditions aux limites du modèle, caractéristiques matériaux des pièces, conditions initiales pour le domaine dynamique, maillage...) et résout le système à l'aide d'un solveur éléments finis. Il communique ensuite ses résultats attendus aux équipes projets qui décident ensuite des modifications à apporter au système pour en améliorer les caractéristiques. 
Il possède un esprit critique fort : il doit pouvoir prendre du recul sur son modèle et en comprendre les limites. Il ne doit jamais perdre de point de vue qu'il ne propose qu'une représentation de la réalité qui a ses contraintes. Il est force de proposition au sein des équipes. Un anglais technique est recommandé pour la rédaction de notes de calcul et pour la compréhension de certains logiciels éléments finis uniquement en anglais.

### Dans une entreprise de typebureau d'études (BE)

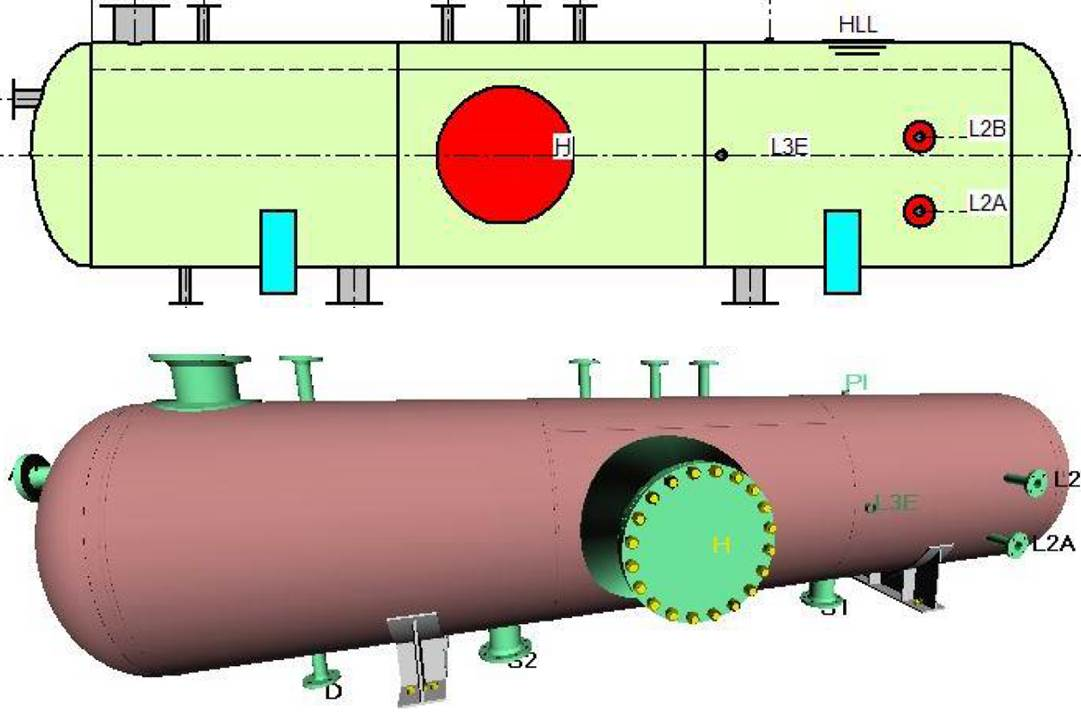

Un ingénieur calcul est là pour calculer et « prédire » le comportement d'un système mécanique. Pour cela il utilise des codes de calcul. Il permet d'évaluer diverses caractéristiques mécaniques telles que la contrainte, la déformation, la déformée... nécessaires aux divers projets. Il travaille en étroite collaboration avec les ingénieurs en conception, qui modélisent des pièces et systèmes sous logiciels de conception tels que CATIA, Solidworks, Unigraphics, RFEM, AutoCAD...
Une fois les pièces virtuelle récupérées, il met en données le modèle (conditions aux limites du modèle, caractéristiques matériaux des pièces, conditions initiales pour le domaine dynamique, maillage...) et résout le système à l'aide d'un solveur éléments finis ou d'un logiciel de calcul analytique. Il fait vérifier ses calculs par son vérificateur, généralement lui-même ingénieur calcul expérimenté. Il établit une note de calcul de taille variable selon la dimension du projet (parfois plusieurs notes de calcul) puis la transmet à son chargé d'affaires qui la communiquera au client. Une partie de son travail consiste à reprendre des notes de calcul pour modifications à la suite de commentaires du client. Il possède un esprit critique fort : il doit pouvoir prendre du recul sur son modèle et en comprendre les limites. Il ne doit jamais perdre de point de vue qu'il ne propose qu'une représentation de la réalité qui a ses contraintes. Il est force de proposition au sein des équipes. Un anglais technique est recommandé pour la rédaction de notes de calcul et pour la compréhension de certains logiciels éléments finis uniquement en anglais.

## Principaux logiciels de calcul utilisés
- ANSYS (Orientation pluridisciplinaire)
- Abaqus (Orientation pluridisciplinaire)
- RFEM (Orientation pluridisciplinaire)
- LS-DYNA (Orientation pluridisciplinaire, crash test)
- RADIOSS (Orientation pluridisciplinaire, crash test)
- Pam-Crash (en)(Orientation automobile, crash test)
- PERMAS (Orientation pluridisciplinaire)
- Nastran (Orientation aéronautique)
- Code Aster (Code libre développé par EDF)
- Maillage cellulaire Cast3M
- Marc, SAMCEF (Orientation aéronautique)[3]
- ICAB (structures industrielles)
- Robot Structural Analysis(structures industrielles)
- CAESAR (tuyauteries industrielles)
- AUXeCAP (appareils sous pression)
- VVD (appareils sous pression)
- Comsol Multiphysics (Orientation pluridisciplinaire)
- Excel

## Exemples de codes de calcul
- CODAP
- EN 13445
- ASME VIII BPVC
- Eurocodes

## Hors de France
Dans les pays anglophones, ce poste est désigné par « (Structural) Calculation engineer » ou « Dynamics / Stress engineer ».